# Liste der Kulturdenkmäler in Dienheim
In der Liste der Kulturdenkmäler in Dienheim sind alle Kulturdenkmäler der rheinland-pfälzischen Ortsgemeinde Dienheim aufgeführt. Grundlage ist die Denkmalliste des Landes Rheinland-Pfalz (Stand: 3. April 2024).

## Denkmalzonen
| Bezeichnung                                               | Lage                     | Baujahr  | Beschreibung | Bild                           |
| --------------------------------------------------------- | ------------------------ | -------- | --- | ------------------------------ |
| Evangelische Pfarrkirche mit Friedhof und Totengräberhaus | Am Ehrenmal 5 und 7 Lage | vor 1450 | im Kern mittelalterliche Anlage; romanischer Schiffsflankenturm, spätgotischer Chor (vor 1450), spätbarockes Langhaus, 1756/57; bauliche Gesamtanlage mit Friedhof samt Kriegerdenkmälern 1870/71, 1914/18 und 1939/45; Grabmäler D. Starck († 1851) und F. Gebhard († 1919): gebrochene Säulen mit Draperie; sogenanntes Totengräberhaus/Leichenhalle (Am Ehrenmal 7), um 1900 | weitere Bilder Fotos hochladen |

## Einzeldenkmäler
| Bezeichnung                       | Lage                                   | Baujahr                    | Beschreibung | Bild                           |
| --------------------------------- | -------------------------------------- | -------------------------- | --- | ------------------------------ |
| Katholische Pfarrkirche St. Josef | Bahnstraße 45 Lage                     | 1873/74                    | stattlicher neugotischer Kalksteinquaderbau, 1873/74, Architekt Kreisbaumeister Philipp Josef Berdellé, Erbach; ortsbildprägend | weitere Bilder Fotos hochladen |
| Hofanlage                         | Kirchstraße 6 Lage                     | nach 1800                  | großer traditioneller Dreiseithof; Wohnhaus, teilweise Fachwerk, wohl bald nach 1800, Umbau im dritten Viertel des 19. Jahrhunderts (1870?), Querscheune 19. Jahrhundert, Stall- und Remisentrakt gegen 1900, zweiteilige Toranlage | weitere Bilder Fotos hochladen |
| Hochwasserstein                   | Kirchstraße, bei Nr. 6 Lage            | 1824                       | pfeilerförmiger Hochwasserstein, bezeichnet 1824 | Fotos hochladen                |
| Hofanlage                         | Kirchstraße 21 Lage                    | 18. und 19. Jahrhundert    | Hakenhof, 18. und 19. Jahrhundert; barockes Wohnhaus, teilweise Fachwerk (verputzt), bezeichnet 1720, Stall aus dem dritten Viertel des 19. Jahrhunderts; neben der Hoftoranlage Grenzstein des Klosters Eberbach, bezeichnet 1765, sowie Grenzstein bezeichnet 1732, und ein ehemaliger Scheitelstein eines Torbogens bezeichnet 1764 | weitere Bilder Fotos hochladen |
| Gasthaus                          | Rheinstraße 22 Lage                    | Mitte des 18. Jahrhunderts | ehemaliges Gasthaus „Zum Stern“; spätbarocker Krüppelwalmdachbau, teilweise Fachwerk (verputzt), wohl aus der Mitte des 18. Jahrhunderts, Kelterhaus bezeichnet 1766, Scheune bezeichnet 1861, zweiteilige Toranlage, ehemals bezeichnet 1747; straßenbildprägend                                                                      | weitere Bilder Fotos hochladen |
| Neue Schule                       | Rheinstraße 33 Lage                    | 1894                       | gründerzeitlicher Gelbklinkerbau, 1894 | Fotos hochladen                |
| Spolie                            | Rheinstraße, an Nr. 44 Lage            | erstes Jahrhundert n. Chr. | Sockelplatte eines antiken Grabmonuments, wohl aus dem ersten Jahrhundert n. Chr. | BW                             |
| Steinerner Stock                  | Rheinstraße, bei Nr. 121 Lage          | um 1226                    | spätgotisches Grenzmal, um 1226, Erneuerung bezeichnet 1819 (Unterbau wohl noch mittelalterlich) | weitere Bilder Fotos hochladen |
| Wasserbehälter                    | südlich des Ortes; Flur Kandelweg Lage | 1907                       | pavillonartiger Jugendstil-Typenbau, bezeichnet 1907, Architekt Wilhelm Lenz, Kulturinspektion Mainz | weitere Bilder Fotos hochladen |